# 570

## Догађаји
- Битка код Гвен Истрада: Британски савез је склопљен између краљевстава Стратклајд, Бринајх и Елмет.
- Сполето постаје главни град независног војводства, под поглаваром Ломбардије Фароалдом.
- Лојтфред постаје војвода од Алеманије (савремена Немачка).
- Ктесифон, престоница Сасанидског царства, постаје највећи град на свету, преузимајући вођство од Константинопоља, престонице Византијског царства.
- Мухамед, исламски пророк, рођен је у Меки (данашња Саудијска Арабија). Његов отац Абдулах ибн Абдул ел Муталиб умире неколико месеци пре његовог рођења, тако да њега и његову мајку Амину бинт Вахб штити Мухамедов деда по оцу, Абдул Муталиб који је препознат као водећа личност у свом племену Курејшије.
- Абраха, хришћански владар приобалног Јемена, који је деловао као краљ хришћанског краљевства у Абисинији, почиње војну експедицију у Арабији против претежно паганских Курејшија из Меке,
- Кречњачка статуа Бодисатве је створена у Хенану.
- Први пут се помиње Копље судбине.
- Јевреји из Клермон-Ферана су приморани да пређу у хришћанство.
- Година слона, према исламској традицији.
- Анонимни ходочасник из Пјаћенце путује светим местима хришћанства у Сирији, Палестини и на Синају, искуство које касније записује као извештај о путовању.

## Рођења
- Википедија:Непознат датум — Мухамед, исламски пророк.

## Смрти
- Гилда Мудри
- Јован Филопон
- Абдулах ибн Абдул ел Муталиб